# Flik 70D
A Fliegerkompanie 70D vagy Divisions-Kompanie 70 (rövidítve Flik 70D, magyarul 70. felderítőszázad) az osztrák-magyar légierő egyik repülőszázada volt.

## Története
A századot az ausztriai Straßhofban állították fel és kiképzése után 1918 januárjában az olasz frontra irányították, ahol Godega di Sant'Urbano tábori repülőterén volt a bázisa. 1918 júniusában a 6. hadsereg kötelékében vett részt a sikertelen Piave-offenzívában. Ezután San Giacomo di Vegliába vonták vissza és átképezték fotófelderítő feladatokra (Photoaufklärer-Kompanie, Flik 70P).
A háború után a teljes osztrák légierővel együtt felszámolták.

## Századparancsnokok
- Ernst Zimmermann százados

## Századjelzés
1918. április 14-én a 6. hadseregben elrendelték a repülőszázadok megkülönböztető jelzéseinek használatát: ennek alapján a Flik 70D repülőgépeinek keréktárcsáját csíkosan vagy két részre osztva piros-fehérre festették.  

## Alkalmazott repülőgéptípusok
- Aviatik D.I